# Anthypatos
Anthypatos (in greco antico: ἀνθύπατος?) è la traduzione greca del latino proconsul. Nell'oriente greco e nell'occidente latino era usato per indicare questa carica ai tempi dell'impero romano e agli inizi di quello bizantino. Il titolo è sopravvissuto fino al IX secolo. Successivamente, e fino all'XI secolo, divenne un titolo per gli anziani burocrati di corte dell'Impero bizantino.

## Storia e funzioni
Nel tardo impero romano e nel primo impero bizantino, il titolo di anthypatos venne istituito per i governatori di alcune province (Asia, Africa, Acaia ed anche Costantinopoli fra il 330 ed il 359) fino al VII secolo, quando il sistema amministrativo tardo romano venne sostituito dalla Thema.
Il titolo venne poi utilizzato nel contesto della struttura tematica: eparchoi kai anthypatoi ("eparchi e proconsoli") erano ancora in evidenza in Asia Minore fino agli inizi del IX secolo, funzionando come governatori civili, probabilmente sotto l'autorità (molto ridotta) del prefetto del pretorio di Costantinopoli. A questo punto, anche il termine cominciò ad essere usato come rango e dignità piuttosto che ufficio: Teofane Confessore scrisse che l'imperatore Teofilo (r. 829-842) onorò Alessio Mosele, marito di sua figlia Maria, nominandolo "patrikios e anthypatos", elevandolo al di sopra dei normali patrizi. Questo cambiamento coincise con l'abolizione delle ultime vestigia del vecchio sistema romano, così gli anthypatoi, come governatori civili, vennero aboliti e sostituiti dallo stratega di thema, e nel loro ruolo come sorveglianti degli approvvigionamenti dell'esercito e questioni finanziarie, per la molto meno prestigiosa carica di prōtonotarioi.
Così, dalla seconda metà del regno di Michele III (r. 842-867), il termine divenne una normale dignità, che costituiva una classe al di sopra dei patrikioi IL titolo completo anthypatos kai patrikios da allora in poi venne conferito a diversi funzionari amministrativi e militari di alto rango nel corso dei secoli X e XI. Nell'XI secolo, vi è anche evidenza di un prōtanthypatos (in greco: πρωτανθύπατος, "primo anthypatos") e un caso singolare di un disanthypatos '(dal greco: δισανθύπατος, "doppio anthypatos"). Tutte queste dignità scomparvero tuttavia, nei primi anni XII secolo
Secondo il Klētorologion di Filoteo, scritto nell'899, l'insignia dell'anthypatos era di colore rosso ed era inserita in una tavoletta di argilla. La nomina, effettuata dall'imperatore bizantino, significava l'elevazione del destinatario all'ufficio.